# Epidesma nereus
Epidesma nereus là một loài bướm đêm thuộc phân họ Arctiinae, họ Erebidae.